# Пресс-фитинг
Пресс-фитинг — вид неразъёмных необслуживаемых фитингов для соединения металлопластиковых и металлических (стальных, медных) трубопроводов с повышенными требованиями путём их механического обжатия (необратимой деформации) специальными пресс-машинами. Существуют пресс-фитинги с двойным и одинарным контуром обжатия относительно уплотнительного кольца.